# 赤ひげ (2017年のテレビドラマ)
『赤ひげ』（あかひげ）は、NHK BSプレミアムおよびNHK BS4Kの「BS時代劇」で2017年から断続的に放送されているテレビ時代劇ドラマのシリーズ。小石川養生所を舞台に医師「赤ひげ」と青年医師との関わり、市井の貧しい人々の姿を描く。主演は船越英一郎。
第1作『赤ひげ』が2017年11月3日から12月22日まで連続8回で、またNHK総合の「土曜時代ドラマ」でも2018年9月1日から10月20日まで放送された。続編となる『赤ひげ2』が2019年11月1日から12月20日まで連続8回で放送、第3作となる『赤ひげ3』が2020年10月23日から12月4日まで連続7回で放送された。第4作となる『赤ひげ4』が2022年11月4日から12月23日まで連続8回で放送された。

## 製作
山本周五郎の没後50周年を機に、黒澤明監督の名作映画『赤ひげ』の原作ともなった傑作短篇集『赤ひげ診療譚』を原作として、新たなキャストによって連続ドラマ化された。第1作で『赤ひげ診療譚』収録の短編8編全てをドラマ化したことから、第2作以降は山本周五郎が遺した数々の小説を「移植」し原作としたオリジナル脚本によってシリーズ化されている。
主演を務める船越英一郎は本作が時代劇初主演であり、過去に三船敏郎、小林桂樹、萬屋錦之介、藤田まことらの名優が演じてきた大役のオファーを受けて逡巡したものの、あえて「冒険」することを決意。過去の映像作品を繰り返し見て研究し、歴代の演技からエッセンスを抽出した上で、自身の新たなアプローチを加えていった。「完全無欠な庶民のヒーロー」の印象が色濃い過去作品の「赤ひげ」に対し、自身の無力さを自覚し、自分への苛立ちが図らずも滲み出る、未熟な面も持ち合わせた魅力的な人物として、原作のテーマを尊重した上で新たに「赤ひげ」自身の成長譚としても仕立てられている。トレードマークとなる「ひげ」にもこだわり、メーク担当らを交えた打ち合わせでは、加齢に伴い白いものも混じるだろう、薬品焼けもあるだろう、と意見を重ねて試作に2か月の月日を費やし、色を抑えた画質の作品に映える存在感ある赤みがかった「ひげ」に仕上げられた。
シリーズ化にあたっては、時代劇作品が減少傾向にある中で「日本人の心の原風景」を描いた本作を続けることは自身の使命であり、ライフワークとしていきたいとしている。

## あらすじ
赤ひげ（シーズン1）

赤ひげ2（シーズン2）

赤ひげ3（シーズン3）

赤ひげ4（シーズン4）

## 登場人物

### 主要人物（共通）
新出去定（にいで きょじょう）
演 - 船越英一郎
小石川養生所の医師で責任者。薬品の影響で赤茶色になった髭から「赤ひげ」と称される。
保本登（やすもと のぼる）
演 - 中村蒼
青年医師。長崎で蘭方医学を学び江戸へ戻ってきた。
天野まさを（後述）と夫婦となり所帯を持ったことでシーズン2からは日勤になり、シーズン3では訪問診療も担当している。また、養生所で唯一の既婚者のため、シーズン3第4話では赤ひげに「同じ夫として藤吉の本音を聞いてやってくれ」と頼まれている。
語り手も兼任。
津川玄三（つがわ げんぞう）
演 - 前田公輝
小石川養生所の医師。
竹造（たけぞう）
演 - 前原実
小石川養生所の使用人。
天野（あまの）まさを → 保本まさを
演 - 奈緒
天野源伯の次女。登の妻。
お常（つね）
演 - 山野海
小石川養生所の使用人。
お雪（ゆき）
演 - 真凛
小石川養生所の使用人。
お光（こう）
演 - 久保田磨希
小石川養生所の使用人。

### 主要人物（シーズン1）
森半太夫
演 - 古舘佑太郎
小石川養生所の医師。
お杉（すぎ）
演 - 大後寿々花
小石川養生所の療養患者・おゆみの世話人。
天野源伯
演 - 麿赤兒（シーズン2 最終回）
公儀表御番医。ちぐさ、まさをの父。
天野ちぐさ
演 - MAYUMI
天野源伯の長女。まさをの姉。保本登の元許婚。

### 主要人物（シーズン2）
およね
演 - 佐津川愛美
岡場所の遊女。怪我のため養生所に入所する。
怪我が完治したの機に赤ひげから多額で身請けされ、行く宛てがなかったので養生所の使用人として働くことになる。
シーズン2はそのまま最終回を迎えたが、シーズン3が始まる時期より前に養生所を出ていて、赤ひげの口利きで孤児を預かっている寺で働いており第1回、6回で再登場した。
田山真一郎（たやま しんいちろう）
演 - 鈴木康介
小石川養生所の新人医師。日勤になった保の替わりに、常勤としてやって来た。
およねとは異なりシーズン2以降、レギュラーとなる。

### 主要人物（シーズン4）
つぐみ
演 - 優希美青
小石川養生所の新人女医。
おたね
演 - 戸田菜穂
養生所に運ばれた記憶喪失の病人。
大岡越前守
演 - 宅麻伸
新出去定に幕府の医学校長になるよう命じる。

### ゲスト

#### シーズン1
複数回登場の場合は括弧（）内に表記。
第1回「新人医師来たる」
おゆみ
演 - 宮澤美保/ホーチャンミ（第4回・最終回）
伊勢屋（いせや）
演 - 林与一（最終回）

第2回「父娘（おやこ）の絆」
おくに
演 - 田畑智子
喜助（本名：六助）
演 - 山本學
松造
演 - 松田洋治
金兵衛
演 - 村松利史
おきよ
演 - 池谷のぶえ

第3回「最期の告白」
佐八（さはち）
演 - 鶴見辰吾
おなか
演 - 宮本真希
松吉
演 - おかやまはじめ
梅造（うめぞう）
演 - 吉満寛人
平吉（へいきち）
演 - 神戸浩
壱岐守
演 - 西尾季隆

第4回「兄貴と弟の轍（わだち）」
猪之助（いのすけ）
演 - 木村了
藤吉（とうきち）
演 - 駿河太郎
おちよ
演 - 友利恵

第5回「兄妹の行く末」
八重（やえ）
演 - 丘みつ子（第6回・最終回・シーズン2 第1回）
栄二（えいじ）
演 - 小柳友
おとよ
演 - 大出菜々子
お勝（かつ）
演 - 栗田よう子
和泉屋徳兵衛（いずみや とくべえ）
演 - 大谷亮介
石庵
演 - 団時朗

第6回「子殺しの罪」
おふみ
演 - 星野真里
十兵衛（じゅうべえ）
演 - 荒井志郎
長次（ちょうじ）
演 - 二宮慶多
おたつ
演 - 濱田万葉
おきぬ
演 - 青山倫子

第7回「後悔と恩返し」
角三（かくぞう）
演 - 内田朝陽
松次郎
演 - 石垣佑磨
おたね
演 - 入来茉里
住職
演 - 六平直政
多助 （たすけ）
演 - 綾田俊樹
高田屋与七（たかだや よしち）
演 - 佐藤銀平
松次郎の母
演 - 長谷川稀世（若年期：長谷川かずき）

最終回「妊婦の覚悟」
おえい
演 - ついひじ杏奈
おかね
演 - 雛形あきこ
音羽屋番頭
演 - 温水洋一
美代（みよ）
演 - 岡まゆみ
保本良庵
演 - 大和田伸也（シーズン2 第4回）
登の父。

#### シーズン2
第1回「憎しみの果てに」
おきぬ
演 - 松浦佐知子

第2回「優しさと嘘（うそ）と」
おりつ
演 - 上白石萌音
源太（げんた）
演 - 阿久津慶人
おすま
演 - 金子莉彩

第3回「兄と弟の差」
辰蔵（たつぞう）
演 - 清水優
伸吉（しんきち）
演 - 波岡一喜
おまさ
演 - 東ちづる

第4回「最愛の妻」
鎌田孫次郎（かまた まごじろう）
演 - 戸次重幸
椙江
演 - 松本愛
志乃（しの）
演 - 岩﨑愛
沖田源左衛門（おきた げんざえもん）
演 - 長谷川初範

第5回「幼なじみ」
与助（よすけ）
演 - 尾上寛之
おひろ
演 - 足立梨花
清吉（せいきち）
演 - 田中幸太朗

第6回「わたくしです物語」
伊久（いく）
演 - 谷村美月
大野屋彦右衛門（おおのや ひこえもん）
演 - 徳井優
大野屋の隠居。
吉次郎
演 - 三遊亭とむ
侍
演 - 石井正則

第7回「育ての親」
沖石主殿
演 - 山田純大
鶴之助（つるのすけ）
演 - 鈴木悠生
岡野又右衛門（おかの またえもん）
演 - 木下ほうか（最終回）
奉行所の与力。

最終回「養生所の危機」
半七（ようしち）
演 - 松下洸平
栄治（えいじ）
演 - 弓削智久
孝太（こうた）
演 - 橋渡竜馬
佐吉（さきち）
演 - 石井貴就
おつた
演 - 藤田弓子

#### シーズン3
第1回「亡き友の娘」
おしの
演 - 美山加恋
養生所の患者。原因不明の腹痛を訴え、養成所に運ばれる。
千吉（せんきち）
演 - 佐戸井けん太
おしのの父。左官だが、丁半博打に手を染めていた。
住職
演 - 赤星昇一郎（第6回）
おとよが働いている寺の住職で、赤ひげの古い友人。
第6回で、刺されたおとよを養生所へ連れてきた。

第2回「女医の誕生」

第3回「親子の証」
良助（りょうすけ）
演 - 林泰文
養生所の患者だが、夜な夜な隠れて酒を飲んでいる。
小太郎（こたろう）
演 - 田中レイ
良助の息子だが、良介の妻の不貞による子供なので、血は繋がっていない（良助も離縁直前まで、その事を知らなかった）。

第4回「女房の手」
おまつ
演 - 山口果林
お常の母。
藤吉（とうきち）
演 - 石橋蓮司
お常の父。

第5回「津川の縁談」
おみつ
演 - 北香那
両替商・常盤屋の主人の一人娘。
喜兵衛（きへい）
演 - 村田雄浩
おみつの父で、常盤屋の主人。
津川の性格を気に入り、おみつとの縁談（婿養子）を持ちかける。
太一（たいち）
演 - 井上祐貴
養生所の患者。実は常盤屋の従業員で、おみつの恋人だった。
源太郎（げんたろう）
演 ‐ 中野剛

第6回「刺された理由」
定吉（さだきち）
演 - 城桧吏

最終回「赤ひげの秘密」
お絹（きぬ）
演 - 酒井若菜
お涼（りょう）
演 - 落井実結子
お絹の娘。

#### シーズン4
第1回「家族の絆」
おけい
演 - 唯月ふうか
母親の病気を治すのに六君子湯（りっくんしとう）という高価な薬剤が必要と言われ、和助の妾になろうとする。
おみね
演 - 宮地雅子
おけいの母で、養生所の胃病患者。
和助
演 - 渡辺いっけい
大店呉服屋の婿養子。大怪我をして養生所に運ばれる。
おとき
演 - 村岡希美
和助の妻。

## スタッフ
- 原作（シーズン1） - 山本周五郎『赤ひげ診療譚』
- 原作（シーズン2、3） - 山本周五郎
- 脚本 - 尾崎将也、牟田桂子（シーズン2）、川﨑いづみ
- 制作統括 - 井上竜太（ホリプロ→ホリックス）（シーズン1、2、4）、津嶋敬介（ホリックス）（シーズン3）、内藤愼介（NHKエンタープライズ）（シーズン1）、小林大児（NHKエンタープライズ）（シーズン2、3）、土屋勝裕（NHK）（シーズン1）、吉永証（NHK）（シーズン2）、磯智明（NHK）（シーズン3）、山本敏彦（NHKエンタープライズ）（シーズン4）、落合将（NHK）（シーズン4）
- プロデューサー - 大健裕介
- 演出 - 深川栄洋（シーズン1）、猪原達三（シーズン2、3、4）、後藤孝太郎（シーズン1、2）、皆川智之
- 制作 - NHKエンタープライズ
- 制作・著作 - NHK、ホリプロ

## 放送日程
赤ひげ（シーズン1）
| 放送回 | 放送日         | 放送日         | サブタイトル           | 脚本       | 演出       |
| 放送回 | BSプレミアム   | 総合           | サブタイトル           | 脚本       | 演出       |
| ------ | -------------- | -------------- | ---------------------- | ---------- | ---------- |
| 第1回  | 2017年11月03日 | 2018年09月01日 | 新人医師来たる         | 尾崎将也   | 深川栄洋   |
| 第2回  | 11月10日       | 9月08日        | 父娘（おやこ）の絆     | 尾崎将也   | 深川栄洋   |
| 第3回  | 11月17日       | 9月15日        | 最期の告白             | 尾崎将也   | 深川栄洋   |
| 第4回  | 11月24日       | 9月22日        | 兄貴と弟の轍（わだち） | 川﨑いづみ | 深川栄洋   |
| 第5回  | 12月01日       | 9月29日        | 兄妹の行く末           | 尾崎将也   | 後藤孝太郎 |
| 第6回  | 12月08日       | 10月06日       | 子殺しの罪             | 川﨑いづみ | 後藤孝太郎 |
| 第7回  | 12月15日       | 10月13日       | 後悔と恩返し           | 尾崎将也   | 皆川智之   |
| 最終回 | 12月22日       | 10月20日       | 妊婦の覚悟             | 尾崎将也   | 皆川智之   |
土曜時代ドラマ
- 第4回は4分遅れで放送（18:09 - 18:47）。
- 第5回は2分遅れで放送（18:07 - 18:45）。

赤ひげ2（シーズン2）
| 放送回 | 放送日         | サブタイトル         | 脚本       | 演出       |
| ------ | -------------- | -------------------- | ---------- | ---------- |
| 第1回  | 2019年11月01日 | 憎しみの果てに       | 尾崎将也   | 猪原達三   |
| 第2回  | 11月08日       | 優しさと嘘（うそ）と | 牟田桂子   | 猪原達三   |
| 第3回  | 11月15日       | 兄と弟の差           | 川﨑いづみ | 皆川智之   |
| 第4回  | 11月22日       | 最愛の妻             | 尾崎将也   | 皆川智之   |
| 第5回  | 11月29日       | 幼なじみ             | 牟田桂子   | 後藤孝太郎 |
| 第6回  | 12月06日       | わたくしです物語     | 尾崎将也   | 皆川智之   |
| 第7回  | 12月13日       | 育ての親             | 川崎いづみ | 後藤孝太郎 |
| 最終回 | 12月20日       | 養生所の危機         | 尾崎将也   | 猪原達三   |
赤ひげ3（シーズン3）
| 放送回 | 放送日         | サブタイトル | 脚本       | 演出     |
| ------ | -------------- | ------------ | ---------- | -------- |
| 第1回  | 2020年10月23日 | 亡き友の娘   |            |          |
| 第2回  | 10月30日       | 女医の誕生   |            |          |
| 第3回  | 11月06日       | 親子の証     | 川崎いづみ | 皆川智之 |
| 第4回  | 11月13日       | 女房の手     | 川崎いづみ | 猪原達三 |
| 第5回  | 11月20日       | 津川の縁談   | 尾崎将也   | 猪原達三 |
| 第6回  | 11月27日       | 刺された理由 | 川崎いづみ | 皆川智之 |
| 最終回 | 12月04日       | 赤ひげの秘密 | 尾崎将也   | 皆川智之 |
赤ひげ4（シーズン4）
| 放送回 | 放送日         | サブタイトル     | 脚本       | 演出     |
| ------ | -------------- | ---------------- | ---------- | -------- |
| 第1回  | 2022年11月04日 | 家族の絆         | 尾崎将也   | 猪原達三 |
| 第2回  | 11月11日       | 切ない想い       | 尾崎将也   | 猪原達三 |
| 第3回  | 11月18日       | 母と娘の思いやり | 川﨑いづみ | 皆川智之 |
| 第4回  | 11月25日       | 幻の子           | 川﨑いづみ | 皆川智之 |
| 第5回  | 12月02日       | 恋する女         | 尾崎将也   | 猪原達三 |
| 第6回  | 12月09日       | 母ちゃん         | 川﨑いづみ | 猪原達三 |
| 第7回  | 12月16日       | ちゃんの涙       | 川﨑いづみ | 皆川智之 |
| 最終回 | 12月23日       | よみがえる記憶   | 尾崎将也   | 皆川智之 |

## 関連商品
DVD
- 赤ひげ DVD-BOX（2018年2月23日、NHKエンタープライズ、22919AA）